# Le Minimum
Le Minimum est un groupe français créé fin 1995 par Chantal Dayan (voix et compositions) et Jean-Paul Mori (guitares, dobro, compos), un couple « à la ville et à la scène ».

## Histoire
Le couple avait auparavant formé Jolly Jumper (1986-1993), un groupe de rock mâtiné de Rhythm & Blues. En passant de Jolly Jumper au Minimum, le groupe, enrichi de Sylvain Joasson, a évolué vers une musique aux multiples inspirations orientales et blues du monde.  
En 2013, le tandem, Chantal Dayan / Jean-Paul Mori, se lance dans un  nouveau projet : Around Keats inspiré par le poète anglais, John Keats, et par le film Bright Star de Jane Campion. L'album sort en juin 2017. 
Sur cet album, selon le webzine La Magic Box, « Le Minimum livre un regard singulier sur la musique actuelle, au carrefour de plusieurs expressions artistiques. Le Folk (Ode à l’Automne) croise le jazz (Correspondances), qui fait un clin d’œil à la Chanson (Dans les bras de Mars, Jupiter), tout en gardant tout au long de l’album un esprit rock, avec ces guitares acerbes ». L'album peut être perçu comme mélancolique, et aussi violent, selon RFI, ne s'interdisant pas « quelques moments de tensions fortes et d’orages électriques », selon Magic Box.

## Membres
- Jean-Paul Mori : guitare Dobro
- Chantal Dayan : voix
- Benjamin Coursier: programmations et arrangements
- Sylvain Joasson : batterie
- Xuan Lindenmeyer : contrebasse

## Discographie
- Le Minimum, 1997
- Deci - Delà, 2000
- A ma porte, 2004
- Histoires bleues, 2008
- Around Keats, 2017